# Környezeti régészet
A környezeti régészet a régészet egyik 1970-es években kialakult al-területe, és amely a múlt társadalmainak és a környezetük közötti kapcsolatok rekonstruálására szolgál. A múltbeli környezetek, a múltbeli népek kapcsolatainak és az általuk lakott tájakkal való interakcióinak rekonstruálása régészek számára betekintést nyújt az antropogén környezet eredetéhez és fejlődéséhez, valamint az őskori adaptációkba és gazdasági gyakorlatokba.

## Története
A környezeti régészet az elmúlt ötven év során jelent meg különálló tudományként, jelentősége az utóbbi években gyorsan növekedett, a legtöbb ásatási projekt beépített alkotóeleme lett.
A területen a multidiszcipináris és a környezeti régészek, valamint a paleoökológusok egymással párhuzamosan dolgoznak az anyagi kultúra kutatására szakosodott régészekkel és antropológusokkal annak érdekében, hogy átfogóbb képet kapjanak a múltbeli emberi életmódokról és az ember és a környezet kölcsönhatásairól.
A környezeti régészet gyakran magába foglalja a növényi és állati maradványok tanulmányozását annak érdekében, hogy megvizsgálhassák mely növény- és állatfajok voltak jelen az őskorban és, hogy a múltbeli társadalmak hogyan kezelték azokat.
Ez magába foglalhatja a fizikai környezet tanulmányozását, valamint azt is, hogy a maihoz képest mennyire volt az hasonló vagy eltérő a múltban. Ezen elemzések fontos elemei a helyszín kialakulási folyamatai tanulmányozásának. Ez akkor hasznos különösen, ha a tárgyak hiányoznak a felderített, vagy feltárt helyről, például földmozgások (erózió) esetén.

## Jelentős közreműködők
- Karl Butzer - a környezeti régészet egyik legjelentősebb úttörője volt.
- Louis Leakey - hatalmas mennyiségű kutatással járult hozzá e területhez. Leakey és felesége, Mary Leakey leginkább az afrikai emberi eredettel kapcsolatos munkájukról ismertek.
- Louis Binford - kifejlesztette a témával kapcsolatos középtávú elméletet. Ezen elmélet alapján a kutatók az emberek és a környezet kapcsolatát tanulmányozzák, amelyet modellekkel lehet ábrázolni.
- Eric Higgs - az ázsiai mezőgazdaság fejlődését és a „vízgyűjtő-elemzés” módszerét kutatta, amely a föld kiaknázását vizsgálja a föld lehetőségei alapján.

## Alágai
A környezetrégészetet általában három almezőre osztják:
- Archeobotanika (növénytani maradványok vizsgálata
- Zooarcheológia (a fauna megmaradása)
- Geoarcheológia (a geológiai folyamatok vizsgálata és azok kapcsolata a régészeti leletekkel)

## Egyéb kapcsolódó területei
- Tájrégészet
- Bioarcheológia
- Klimatológia
- Paleocologia
- Levéltári kutatások

## Jelentősége
A környezeti régészet információt gyűjt az ember és környezete közötti kapcsolat más szempontjáról. Ezeket az összetevőket (más területeken alkalmazott módszerekkel együtt) kombinálva teljes mértékben megértjük a múltbeli társadalom életmódját és a környezettel való kölcsönhatásaikat. 
A földhasználat, az élelmiszer-előállítás, a szerszámhasználat és a megszállási minták korábbi szempontjai megállapíthatók, és az ismeretek felhasználhatók az emberi és a környezet jelenlegi és jövőbeli kölcsönhatásaira. 
A régészeknek egyre nagyobb nyomás nehezedik annak bizonyítására, hogy munkájuk a tudományágon túlmutat. A környezeti régészet állításai szerint a múltbeli környezeti változások megértése elengedhetetlen a jövőbeli eredmények modellezéséhez olyan területeken, mint például az éghajlatváltozás, a talajtakarás változása, a talaj egészsége és az élelmezésbiztonság.